# Д’Инцео, Раймондо
Раймондо Д’Инцео (итал. Raimondo D'Inzeo; 8 февраля 1925, Рим, Королевство Италия — 15 ноября 2013, Рим, Италия) — итальянский конник, конкурист. Олимпийский чемпион 1960 года в индивидуальном первенстве, дважды бронзовый призёр игр 1956 года в индивидуальном и командном первенстве, трижды бронзовый призёр 1960, 1964 и 1972 годов в командном первенстве. Участник восьми летних Олимпийских игр с 1948 по 1976 годы, один из 13 человек которые приняли участие в 8 Олимпиадах и более. Двукратный чемпион мира 1956 и 1960 годов. Являлся кадровым офицером итальянских карабинеров, на всех соревнованиях выступал в военной форме, на пенсию ушёл в чине генерала. Родной брат другого выдающегося конника — Пьеро Д’Инцео, который также принял участие в 8 Олимпиадах и выиграл 6 медалей различного достоинства.

## Награды
- Олимпийские игры
  - 1956 Стокгольм: Серебряные медали в индивидуальном и командном первенстве. Конь по кличке Merano
  - 1960 Рим: Бронзовая медаль в командном первенстве и золотая в индивидуальном. Конь по кличке Posillipo
  - 1964 Токио: Бронзовая медаль в командном первенстве. Конь по кличке Posillipo
  - 1972 Мюнхен: Бронзовая медаль в командном первенстве. Конь по кличке Fiorello II
- Чемпионаты мира
  - 1955 Аахен: Серебряная медаль в индивидуальном первенстве. Конь по кличке Merano
  - 1956 Аахен: Золотая медаль в индивидуальном первенстве. Конь по кличке Merano
  - 1960 Венеция: Золотая медаль в индивидуальном первенстве. Конь по кличке Gowran Girl
  - 1966 Буэнос-Айрес: Бронзовая медаль в индивидуальном первенстве. Конь по кличке Bowjak
- Международные Гран-при:
  - 1956 Рим: Конь по кличке Merano
  - 1957 Рим: Конь по кличке Merano
  - 1963 Аахен: Конь по кличке Posillipo
  - 1968 Амстердам: Конь по кличке Bellevue
  - 1969 Дублин: Конь по кличке Bellevue
  - 1971 Рим: Конь по кличке Fiorello
  - 1974 Рим: Конь по кличке Gone Away
  - 1975 Дублин: конь по кличке Bellevue